# St. Emmeram (Spalt)
Das Kloster Sankt Emmeram Spalt ist ein ehemaliges Kollegiatstift in Spalt in Bayern in der Diözese Eichstätt.

## Geschichte
Bei Spalt bestand nach einer Schenkungsurkunde aus dem Jahr 792 bereits die Klostergemeinschaft St. Salvator, die  dem Kloster Sankt Emmeram in Regensburg unterstand. Das Kloster wurde 1037 durch Adelheid, Mutter von Konrad II., und den Regensburger Bischof Gebhard III. mit einer weiteren Schenkung in ein Kanonikerstift umgewandelt. 1295 entstand in Spalt das vom Bischof von Eichstätt und dem Burggrafen Konrad von Nürnberg gegründete Stift St. Nikolaus, das vor dem Bau einer eigenen Kirche die Basilika von St. Emmeram mitnutzen konnte. St. Emmeram war finanziell weniger gut ausgestattet als das neue Stift St. Nikolaus. Im 16. Jahrhundert verfiel das Stift, die meisten Güter gingen während der Reformation verloren. 1619 wurde das Stift mit dem Stift St. Nikolaus vereinigt. Die Vereinigten Stifte wurden im Rahmen der Säkularisation 1804/1806 aufgehoben. Die Kirche von St. Emmeram wurde Pfarrkirche.

## Kirche St. Emmeram
Die Kirche St. Emmeram in Spalt entstand im 12. Jahrhundert als dreischiffige Basilika mit zwei Westtürmen, die durch Bischof Otto geweiht und zusätzlich zu Maria Himmelfahrt unter das Patrozinium von St. Emmeram gestellt wurde.  Nach der Säkularisation wurde die Kirche St. Emmeram zur Pfarrkirche. Georg Spalatin hat in ihrem Inneren die Spalter Madonna aufstellen lassen, eine spätgotische farbig gefasste 60 cm hohe Madonnenfigur aus dem Jahre 1519.

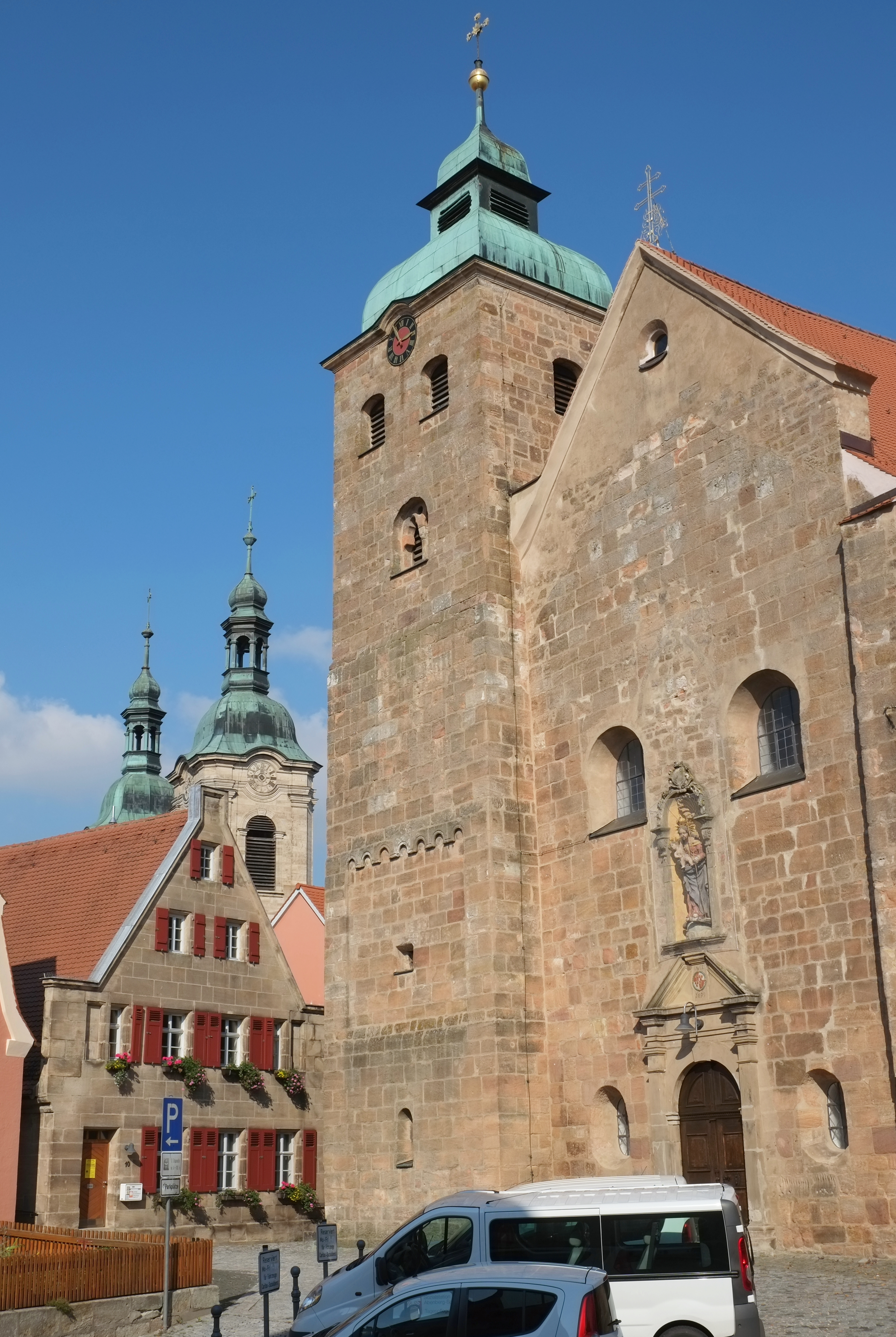
Kirche St. Emmeram
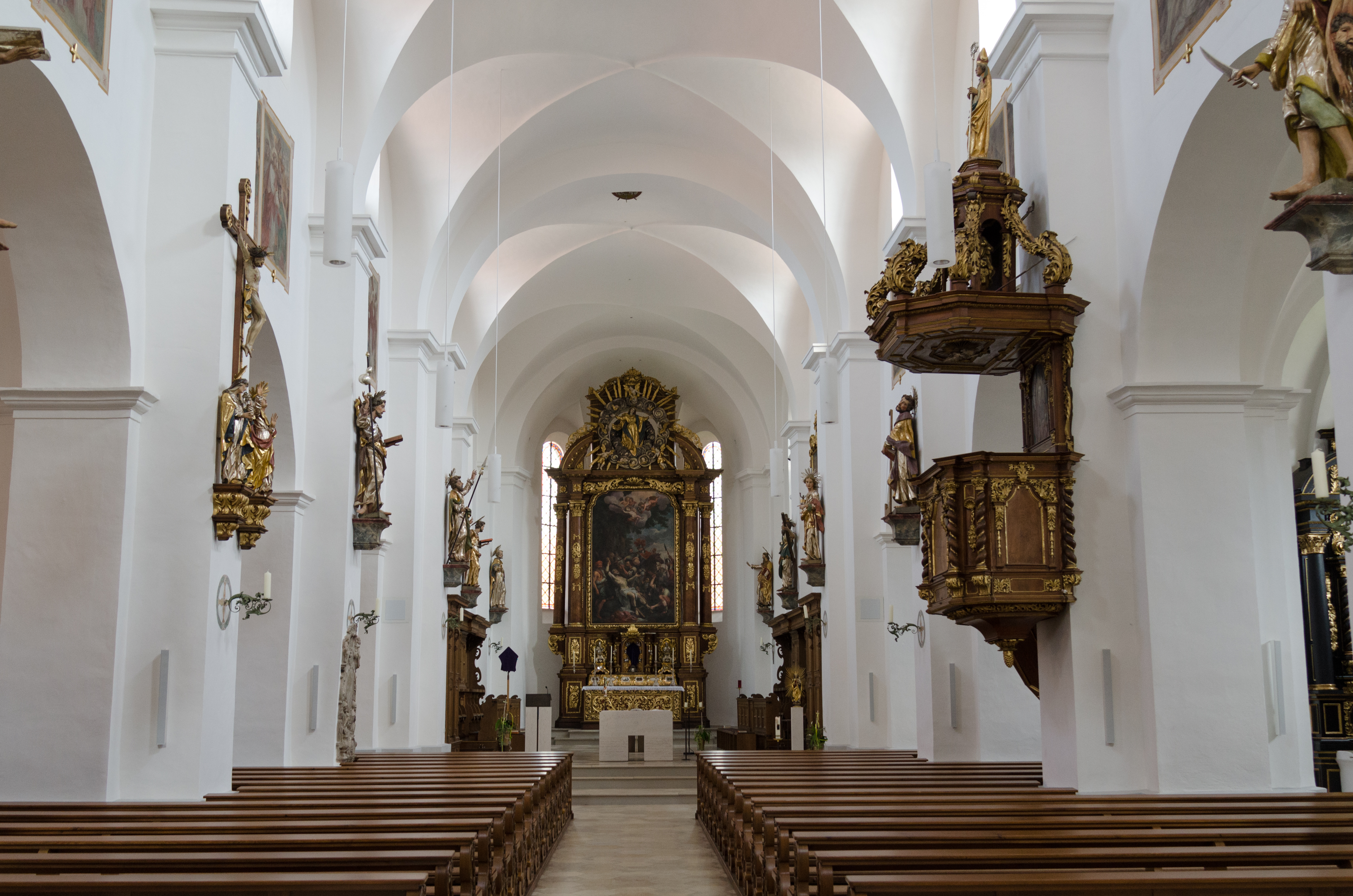
Mittelschiff
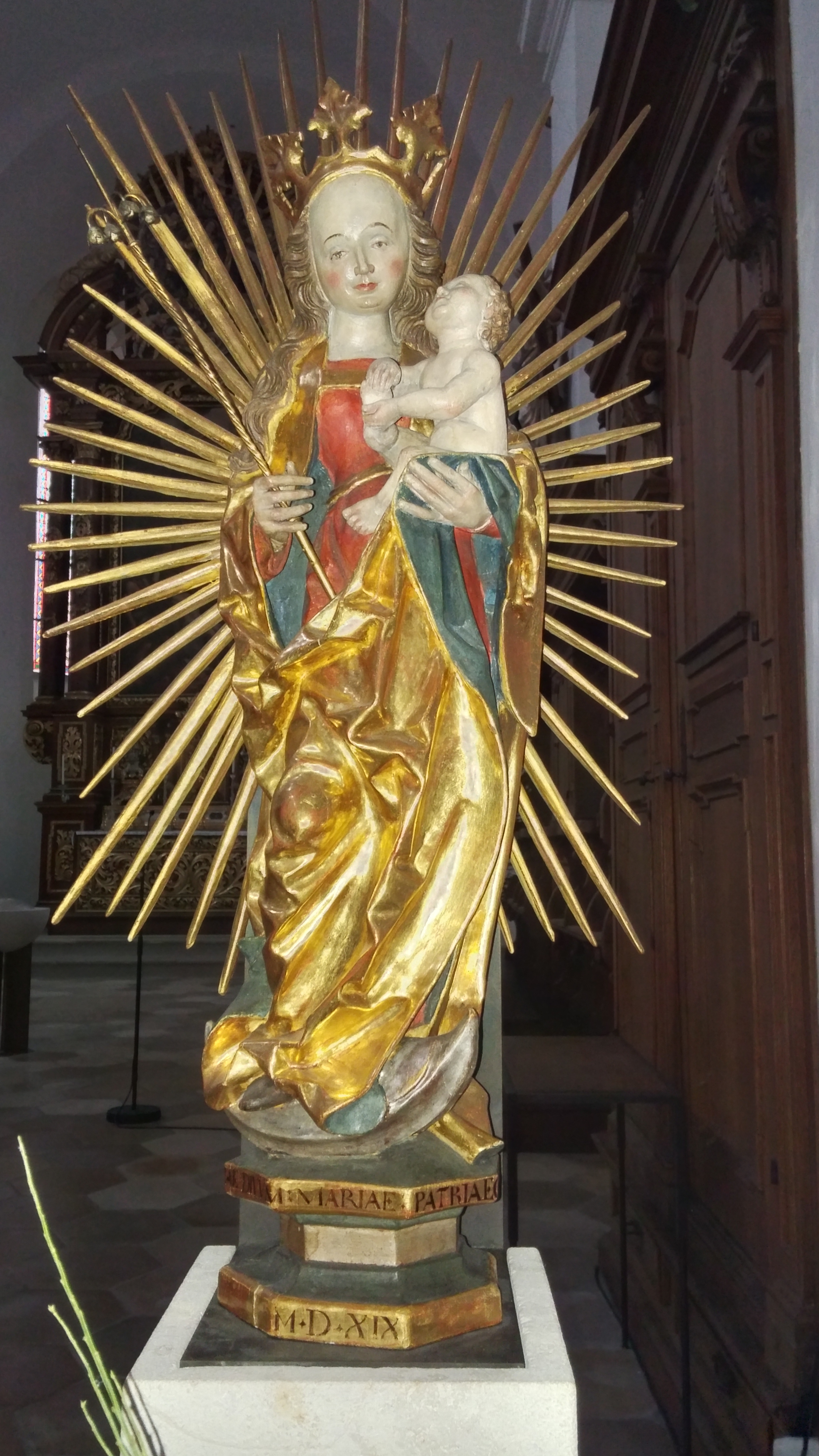
Spalter Madonna

### Orgel
Die Orgel wurde 1982 von dem Orgelbauer Mathis & Söhne (Näfels, Schweiz) in dem vorhandenen neobarocken Prospekt erbaut. Das Schleifladen-Instrument hat 25 Register auf zwei Manualen und Pedal. Die Spiel- und Registertrakturen sind mechanisch.

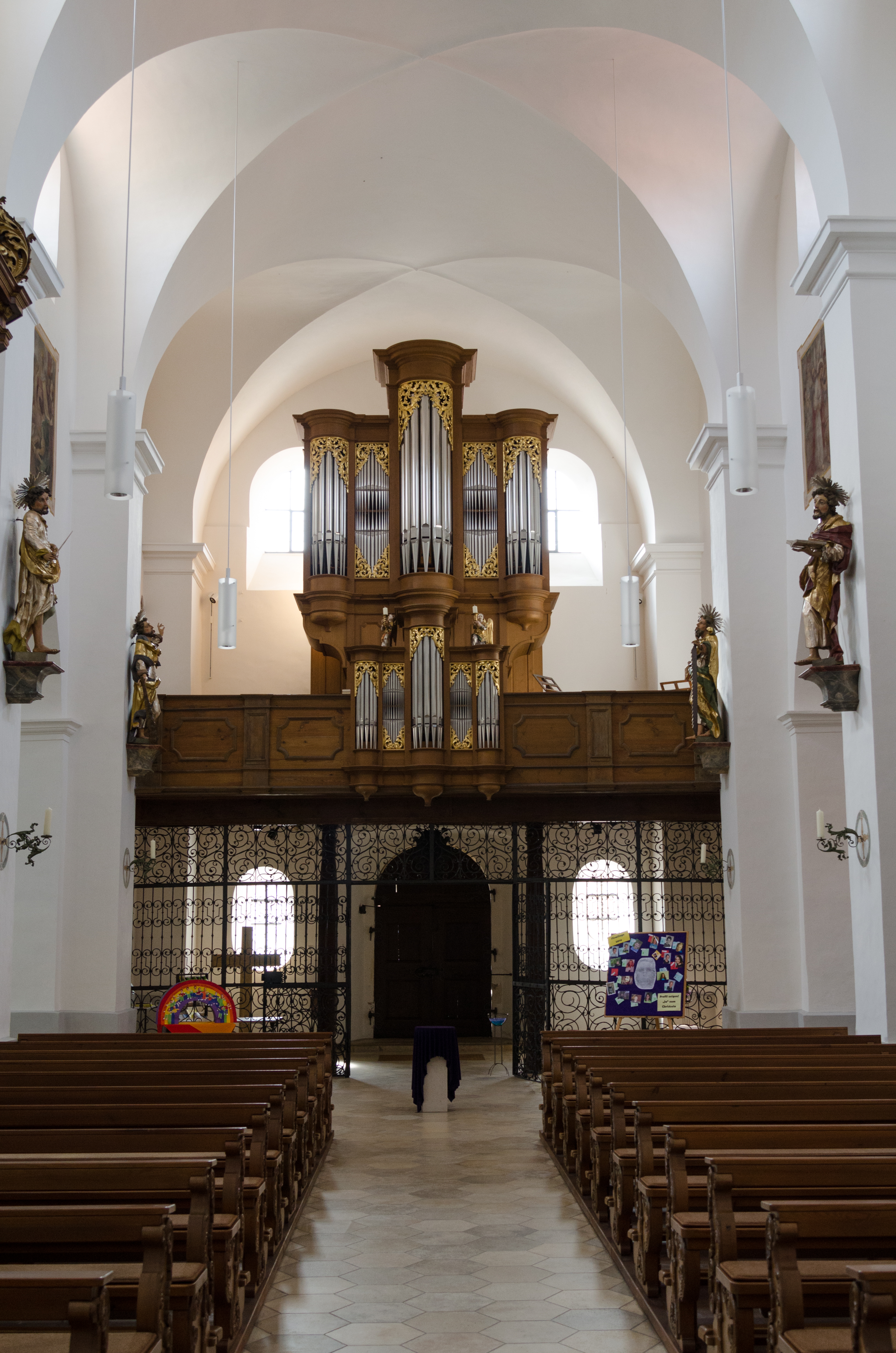
Die Orgel

| I Hauptwerk C–g3 |       |
| Bordun           | 16′   |
| Principal        | 8′    |
| Holzflöte        | 8′    |
| Viola            | 8′    |
| Octav            | 4′    |
| Spitzflöte       | 4′    |
| Octav            | 2′    |
| Mixtur III-IV    | 1 ⁄3′ |
| Trompete         | 8′    |

| II Oberwerk C–g3 |       |
| Gedackt          | 8′    |
| Principal        | 4′    |
| Rohrflöte        | 4′    |
| Nachthorn        | 2′    |
| Larigot          | 1 ⁄3′ |
| Sesquialter II   |       |
| Scharf III-IV    | 1′    |
| Krummhorn        | 8′    |
| Tremulant        |       |

| Pedalwerk C–f1 |       |
| Principal      | 16′   |
| Subbaß         | 16′   |
| Octavflöte     | 8′    |
| Choralbass     | 4′    |
| Mixtur III     | 2 ⁄3′ |
| Posaune        | 16′   |
| Zinke          | 8′    |

- Koppeln: II/I, I/P, II/P